# Hockey sur gazon aux Jeux olympiques d'été de 2008
Navigation
Athènes 2004 Londres 2012
Les épreuves de hockey sur gazon aux Jeux olympiques d'été de 2008 se déroulent du 10 au 23 août 2008 sur le terrain de hockey du Parc olympique de Pékin (République populaire de Chine). Deux épreuves figuraient au programme, une masculine et une féminine.

## Liste des épreuves
- Épreuve masculine
- Épreuve féminine

## Format
Douze équipes masculines et douze équipes féminines participent aux épreuves de hockey sur gazon.
Dans la première phase les six équipes de chaque poule se rencontrent. Les deux premiers du classement général sont qualifiés directement pour les demi-finales. Un match pour la médaille de bronze est organisé pour les perdants. Les vainqueurs sont qualifiés pour la finale. 

## Calendrier
|  |  |  |  |  |  |  |  |  |  |  |  |  |  |  |  |  | 1 | 1 |  |

|  | Jour de compétition |  | Jour de finale |

## Critères de qualification

### Hommes
| Date                    | Évènement                            | Lieu                       | Qualifiés                 |
| ----------------------- | ------------------------------------ | -------------------------- | ------------------------- |
| Pays organisateur       |                                      |                            | Chine                     |
| 2 au 14 décembre 2006   | Jeux Asiatiques 2006                 | Qatar, Doha                | Corée du Sud Pakistan     |
| 14 au 22 juillet 2007   | Qualifications Afrique 2007          | Kenya, Nairobi             | Afrique du sud            |
| 14 au 29 juillet 2007   | Jeux Panaméricains 2007              | Brésil, Rio de Janeiro     | Canada                    |
| 18 au 25 août 2007      | Championnats d'Europe 2007           | Royaume-Uni, Manchester    | Pays-Bas Espagne Belgique |
| 11 au 17 septembre 2007 | Coupe d'Océanie 2007                 | Australie, Buderim         | Australie                 |
| 2 au 9 février 2008     | Tournoi de qualification olympique 1 | Nouvelle-Zélande, Auckland | Nouvelle-Zélande          |
| 1 au 9 mars 2008        | Tournoi de qualification olympique 2 | Chili, Santiago du Chili   | Royaume-Uni               |
| 5 au 13 avril 2008      | Tournoi de qualification olympique 3 | Japon, Kakamigahara        | Allemagne                 |

- Tournois pré-olympiques :
  - Tournoi de qualification olympique 1 :  Argentine,  États-Unis,  France,  Irlande,  Nouvelle-Zélande,  Trinité-et-Tobago.
  - Tournoi de qualification olympique 2 :  Autriche,  France,  Chili,  Égypte,  Royaume-Uni,  Inde.
  - Tournoi de qualification olympique 3 :  Italie,  Allemagne,  Japon,  Malaisie,  Pologne,  Suisse.

### Femmes
| Date                    | Évènement                            | Lieu                    | Qualifiés                      |
| ----------------------- | ------------------------------------ | ----------------------- | ------------------------------ |
| Pays organisateur       |                                      |                         | Chine                          |
| 2 au 14 décembre 2006   | Jeux Asiatiques                      | Qatar, Doha             | Japon                          |
| 14 au 22 juillet 2007   | Qualifications Afrique 2007          | Kenya, Nairobi          | Afrique du Sud                 |
| 14 au 29 juillet 2007   | Jeux Panaméricains 2007              | Brésil, Rio de Janeiro  | Argentine                      |
| 18 au 25 août 2007      | Championnats d'Europe 2007 féminin   | Royaume-Uni, Manchester | Allemagne Pays-Bas Royaume-Uni |
| 10 au 17 septembre 2007 | Coupe d'Océanie 2007                 | Australie, Buderim      | Nouvelle-Zélande Australie     |
| 12 au 20 avril 2008     | Tournoi de qualification olympique 1 | Azerbaïdjan, Bakou      | Espagne                        |
| 19 au 27 avril 2008     | Tournoi de qualification olympique 2 | Russie, Kazan           | États-Unis                     |
| 26 avril au 4 mai 2008  | Tournoi de qualification olympique 3 | Canada, Vancouver       | Corée du Sud                   |

- Tournois pré-olympiques :
  - Tournoi de qualification olympique 1 : Kenya,  Chili,  Espagne,  Azerbaïdjan,  Ukraine,  Biélorussie.
  - Tournoi de qualification olympique 2 : Inde,  France,  États-Unis,  Antilles néerlandaises,  Belgique,  Russie.
  - Tournoi de qualification olympique 3 : Corée du Sud,  Malaisie,  Canada,  Cuba,  République d’Irlande,  Italie.

## Épreuve masculine

### Équipes participantes et groupes
Groupe A :  Allemagne,  Espagne,  Corée du Sud,  Nouvelle-Zélande,  Belgique,  Chine
Groupe B :  Australie,  Pays-Bas,  Pakistan,  Royaume-Uni,  Afrique du Sud,  Canada
Les deux premiers de chaque groupe se qualifient pour les demi-finales. Les 3es et 4es disputent des matchs de classements pour la 5e place, les 5es et 6es pour la 9e place.

### Premier tour

#### Groupe A
| 11 août 2008 |  | Allemagne    | 4 - 1 | Chine        |  |
|              |  | Espagne      | 4 - 2 | Belgique     |  |
|              |  | Corée du Sud | 1 - 3 | N-Zélande    |  |
| 13 août 2008 |  | Espagne      | 1 - 0 | N-Zélande    |  |
|              |  | Chine        | 2 - 5 | Corée du Sud |  |
|              |  | Belgique     | 1 - 1 | Allemagne    |  |
| 15 août 2008 |  | Corée du Sud | 3 - 3 | Allemagne    |  |
|              |  | Chine        | 1 - 2 | Espagne      |  |
|              |  | Belgique     | 2 - 4 | N-Zélande    |  |
| 17 août 2008 |  | Corée du Sud | 3 - 1 | Belgique     |  |
|              |  | Allemagne    | 1 - 0 | Espagne      |  |
|              |  | Chine        | 2 - 2 | N-Zélande    |  |
| 19 août 2008 |  | Allemagne    | 3 - 1 | N-Zélande    |  |
|              |  | Chine        | 1 - 3 | Belgique     |  |
|              |  | Corée du Sud | 1 - 2 | Espagne      |  |

| Rang | Pays             | Points | J | G | N | P | Bp | Bc |
| ---- | ---------------- | ------ | - | - | - | - | -- | -- |
| 1    | Espagne          | 12     | 5 | 4 | 0 | 1 | 9  | 5  |
| 2    | Allemagne        | 11     | 5 | 3 | 2 | 0 | 12 | 6  |
| 3    | Corée du Sud     | 7      | 5 | 2 | 1 | 2 | 13 | 11 |
| 4    | Nouvelle-Zélande | 7      | 5 | 2 | 1 | 2 | 10 | 9  |
| 5    | Belgique         | 4      | 5 | 1 | 1 | 3 | 9  | 13 |
| 6    | Chine            | 1      | 5 | 0 | 1 | 4 | 7  | 16 |

- Les 2 premiers accèdent aux demi-finales.

#### Groupe B
| 11 août 2008 |  | Australie      | 6 - 1  | Canada         |  |
|              |  | Pays-Bas       | 5 - 0  | Afrique du Sud |  |
|              |  | Pakistan       | 2 - 4  | Royaume-Uni    |  |
| 13 août 2008 |  | Afrique du Sud | 0 - 10 | Australie      |  |
|              |  | Canada         | 1 - 3  | Pakistan       |  |
|              |  | Royaume-Uni    | 0 - 1  | Pays-Bas       |  |
| 15 août 2008 |  | Pays-Bas       | 4 - 2  | Canada         |  |
|              |  | Pakistan       | 1 - 3  | Australie      |  |
|              |  | Afrique du Sud | 0 - 2  | Royaume-Uni    |  |
| 17 août 2008 |  | Royaume-Uni    | 1 - 1  | Canada         |  |
|              |  | Pakistan       | 3 - 1  | Afrique du Sud |  |
|              |  | Pays-Bas       | 2 - 2  | Australie      |  |
| 19 août 2008 |  | Pays-Bas       | 4 - 2  | Pakistan       |  |
|              |  | Canada         | 5 - 3  | Afrique du Sud |  |
|              |  | Australie      | 3 - 3  | Royaume-Uni    |  |

| Rang | Pays           | Points | J | G | N | P | Bp | Bc |
| ---- | -------------- | ------ | - | - | - | - | -- | -- |
| 1    | Pays-Bas       | 13     | 5 | 4 | 1 | 0 | 16 | 6  |
| 2    | Australie      | 11     | 5 | 3 | 2 | 0 | 24 | 7  |
| 3    | Royaume-Uni    | 8      | 5 | 2 | 2 | 1 | 10 | 7  |
| 4    | Pakistan       | 6      | 5 | 2 | 0 | 2 | 9  | 9  |
| 5    | Canada         | 4      | 5 | 1 | 1 | 3 | 10 | 17 |
| 6    | Afrique du Sud | 0      | 5 | 0 | 0 | 5 | 4  | 25 |

- Les 2 premiers accèdent aux demi-finales.

### Phase finale
|  | Demi-finales | Demi-finales |                        |   | Finale  | Finale  |
|  | Demi-finales | Demi-finales |                        |   | Finale  | Finale  |
|  |              |              |                        |   |         |         |
|  | 21 août      | 21 août      |                        |   | 23 août | 23 août |
|  | 21 août      | 21 août      |                        |   | 23 août | 23 août |
|  | Pays-Bas     | 1 (3)        |                        |   | 23 août | 23 août |
|  | Pays-Bas     | 1 (3)        |                        |   | 23 août | 23 août |
|  | Allemagne    | 1 (4)        |                        |   | 23 août | 23 août |
|  | Allemagne    | 1 (4)        | Allemagne              | 1 |         |         |
|  | 21 août      |              | Allemagne              | 1 |         |         |
|  |              | Espagne      | 0                      |   |         |         |
|  | Espagne      | Espagne      | 0                      | 3 |         |         |
|  | Espagne      |              |                        | 3 |         |         |
|  | Australie    | 2            |                        |   |         |         |
|  | Australie    | 2            | Match pour la 3e place |   |         |         |
|  |              |              |                        |   |         |         |
|  | 23 août      |              |                        |   |         |         |
|  |              |              |                        |   |         |         |
|  | Pays-Bas     | 2            |                        |   |         |         |
|  | Pays-Bas     | 2            |                        |   |         |         |
|  | Australie    | 6            |                        |   |         |         |
|  | Australie    | 6            |                        |   |         |         |

### Classement final
Le classement final du tournoi masculin s'établit comme suit :
| Place                               | Pays             |
| ----------------------------------- | ---------------- |
| Médaille d'or, Jeux olympiques      | Allemagne        |
| Médaille d'argent, Jeux olympiques  | Espagne          |
| Médaille de bronze, Jeux olympiques | Australie        |
| 4                                   | Pays-Bas         |
| 5                                   | Grande-Bretagne  |
| 6                                   | Corée du Sud     |
| 7                                   | Nouvelle-Zélande |
| 8                                   | Pakistan         |
| 9                                   | Belgique         |
| 10                                  | Canada           |
| 11                                  | Chine            |
| 12                                  | Afrique du Sud   |

## Épreuve féminine

### Équipes participantes et groupes
Groupe A :  Pays-Bas,  Afrique du Sud,  Australie,  Corée du Sud,  Espagne,  Chine
Groupe B :  Allemagne,  Royaume-Uni,  Japon,  Nouvelle-Zélande,  Argentine,  États-Unis
Les deux premiers de chaque groupe se qualifient pour les demi-finales. Les 3es et 4es disputent des matchs de classements pour la 5e place, les 5es et 6es pour la 9e place.

### Premier tour

#### Groupe A
| 10 août 2008 |  | Pays-Bas       | 6 - 0 | Afrique du Sud |  |
|              |  | Australie      | 5 - 4 | Corée du Sud   |  |
|              |  | Chine          | 3 - 0 | Espagne        |  |
| 12 août 2008 |  | Espagne        | 1 - 6 | Australie      |  |
|              |  | Chine          | 3 - 0 | Afrique du Sud |  |
|              |  | Pays-Bas       | 3 - 2 | Corée du Sud   |  |
| 14 août 2008 |  | Corée du Sud   | 1 - 2 | Espagne        |  |
|              |  | Chine          | 0 - 1 | Pays-Bas       |  |
|              |  | Australie      | 3 - 0 | Afrique du Sud |  |
| 16 août 2008 |  | Corée du Sud   | 1 - 6 | Chine          |  |
|              |  | Afrique du Sud | 0 - 1 | Espagne        |  |
|              |  | Australie      | 1 - 2 | Pays-Bas       |  |
| 18 août 2008 |  | Espagne        | 0 - 2 | Pays-Bas       |  |
|              |  | Chine          | 2 - 2 | Australie      |  |
|              |  | Corée du Sud   | 5 - 2 | Afrique du Sud |  |

| Rang | Pays           | Points | J | G | N | P | Bp | Bc |
| ---- | -------------- | ------ | - | - | - | - | -- | -- |
| 1    | Pays-Bas       | 15     | 5 | 5 | 0 | 0 | 14 | 3  |
| 2    | Chine          | 10     | 5 | 3 | 1 | 1 | 14 | 4  |
| 3    | Australie      | 10     | 5 | 3 | 1 | 1 | 17 | 9  |
| 4    | Espagne        | 6      | 5 | 2 | 0 | 3 | 4  | 12 |
| 5    | Corée du Sud   | 3      | 5 | 1 | 0 | 4 | 13 | 18 |
| 6    | Afrique du Sud | 0      | 5 | 0 | 0 | 5 | 2  | 18 |

- Les 2 premiers accèdent aux demi-finales.

#### Groupe B
| 10 août 2008 |  | Allemagne        | 5 - 1 | Royaume-Uni      |  |
|              |  | Japon            | 2 - 1 | Nouvelle-Zélande |  |
|              |  | Argentine        | 2 - 2 | États-Unis       |  |
| 12 août 2008 |  | États-Unis       | 1 - 1 | Japon            |  |
|              |  | Allemagne        | 2 - 1 | Nouvelle-Zélande |  |
|              |  | Royaume-Uni      | 2 - 2 | Argentine        |  |
| 14 août 2008 |  | Japon            | 1 - 2 | Argentine        |  |
|              |  | États-Unis       | 2 - 4 | Allemagne        |  |
|              |  | Nouvelle-Zélande | 1 - 2 | Royaume-Uni      |  |
| 16 août 2008 |  | Royaume-Uni      | 2 - 1 | Japon            |  |
|              |  | Nouvelle-Zélande | 1 - 4 | États-Unis       |  |
|              |  | Allemagne        | 0 - 4 | Argentine        |  |
| 18 août 2008 |  | Allemagne        | 1 - 0 | Japon            |  |
|              |  | Argentine        | 3 - 2 | Nouvelle-Zélande |  |
|              |  | États-Unis       | 0 - 0 | Royaume-Uni      |  |

| Rang | Pays             | Points | J | G | N | P | Bp | Bc |
| ---- | ---------------- | ------ | - | - | - | - | -- | -- |
| 1    | Allemagne        | 12     | 5 | 4 | 0 | 1 | 12 | 8  |
| 2    | Argentine        | 11     | 5 | 3 | 2 | 0 | 13 | 7  |
| 3    | Royaume-Uni      | 8      | 5 | 2 | 2 | 1 | 7  | 9  |
| 4    | États-Unis       | 6      | 5 | 1 | 3 | 1 | 9  | 8  |
| 5    | Japon            | 4      | 5 | 1 | 1 | 3 | 5  | 7  |
| 6    | Nouvelle-Zélande | 0      | 5 | 0 | 0 | 5 | 6  | 13 |

- Les 2 premiers accèdent aux demi-finales.

### Phase finale
|  | Demi-finales | Demi-finales |                        |   | Finale  | Finale  |
|  | Demi-finales | Demi-finales |                        |   | Finale  | Finale  |
|  |              |              |                        |   |         |         |
|  | 20 août      | 20 août      |                        |   | 22 août | 22 août |
|  | 20 août      | 20 août      |                        |   | 22 août | 22 août |
|  | Pays-Bas     | 5            |                        |   | 22 août | 22 août |
|  | Pays-Bas     | 5            |                        |   | 22 août | 22 août |
|  | Argentine    | 2            |                        |   | 22 août | 22 août |
|  | Argentine    | 2            | Pays-Bas               | 2 |         |         |
|  | 20 août      |              | Pays-Bas               | 2 |         |         |
|  |              | Chine        | 0                      |   |         |         |
|  | Allemagne    | Chine        | 0                      | 2 |         |         |
|  | Allemagne    |              |                        | 2 |         |         |
|  | Chine        | 3            |                        |   |         |         |
|  | Chine        | 3            | Match pour la 3e place |   |         |         |
|  |              |              |                        |   |         |         |
|  | 22 août      |              |                        |   |         |         |
|  |              |              |                        |   |         |         |
|  | Argentine    | 3            |                        |   |         |         |
|  | Argentine    | 3            |                        |   |         |         |
|  | Allemagne    | 1            |                        |   |         |         |
|  | Allemagne    | 1            |                        |   |         |         |

### Classement final
Le classement final du tournoi féminin s'établit comme suit :
| Place                               | Pays             |
| ----------------------------------- | ---------------- |
| Médaille d'or, Jeux olympiques      | Pays-Bas         |
| Médaille d'argent, Jeux olympiques  | Chine            |
| Médaille de bronze, Jeux olympiques | Argentine        |
| 4                                   | Allemagne        |
| 5                                   | Australie        |
| 6                                   | Grande-Bretagne  |
| 7                                   | Espagne          |
| 8                                   | États-Unis       |
| 9                                   | Corée du Sud     |
| 10                                  | Japon            |
| 11                                  | Afrique du Sud   |
| 12                                  | Nouvelle-Zélande |

## Médaillés
| Épreuves | Or | Argent | Bronze |
| -------- | --- | --- | --- |
| Hommes   | Allemagne Philip Witte Maximilian Müller Sebastian Biederlack Carlos Nevado Moritz Fürste Jan-Marco Montag Tobias Hauke Tibor Weißenborn Benjamin Weß Niklas Meinert Timo Weß Oliver Korn Christopher Zeller Max Weinhold Matthias Witthaus Florian Keller Philipp Zeller | Espagne Francisco Cortés Santi Freixa Francisco Fábregas Víctor Sojo Alex Fábregas Pol Amat Eduardo Tubau Roc Oliva Juan Fernández Ramón Alegre Xavier Ribas Albert Sala Rodrigo Garza Sergi Enrique Eduard Arbós David Alegre | Australie Jamie Dwyer Liam de Young Robert Hammond Mark Knowles Eddie Ockenden David Guest Luke Doerner Grant Schubert Bevan George Andrew Smith Stephen Lambert Eli Matheson Matthew Wells Travis Brooks Kiel Brown Fergus Kavanagh Des Abbott                                    |
| Femmes   | Pays-Bas Lisanne de Roever Eefke Mulder Fatima Moreira de Melo Miek van Geenhuizen Wieke Dijkstra Maartje Goderie Lidewij Welten Minke Smabers Minke Booij Janneke Schopman Maartje Paumen Naomi van As Ellen Hoog Sophie Polkamp Eva de Goede Marilyn Agliotti           | Chine Ma Yibo Chen Zhaoxia Cheng Hui Huang Junxia Fu Baorong Li Shuang Gao Lihua Tang Chunling Zhou Wanfeng Zhang Yimeng Li Hongxia Ren Ye Chen Qiuqi Zhao Yudiao Song Qungling Pan Fengzhen                                   | Argentine Paola Vukojicic Belén Succi Magdalena Aicega Mercedes Margalot Mariana Rossi Noel Barrionuevo Gisele Kañevsky Claudia Burkart Luciana Aymar Mariné Russo Mariana González Oliva Soledad García Alejandra Gulla María de la Paz Hernández Carla Rebecchi Rosario Luchetti |

## Tableau des médailles définitif
| Rang | Nation    | Or | Argent | Bronze | Total |
| ---- | --------- | -- | ------ | ------ | ----- |
| 1    | Allemagne | 1  | 0      | 0      | 1     |
| 2    | Pays-Bas  | 1  | 0      | 0      | 1     |
| 3    | Chine     | 0  | 1      | 0      | 1     |
| -    | Espagne   | 0  | 1      | 0      | 1     |
| 5    | Argentine | 0  | 0      | 1      | 1     |
| -    | Australie | 0  | 0      | 1      | 1     |